# Az Andi Mack epizódjainak listája
Ez a lista a Andi Mack című amerikai televíziós sorozat epizódjainak felsorolását tartalmazza.

## Évadok
| Évad | Évad | Epizódok | Eredeti sugárzás  | Eredeti sugárzás    | Magyar sugárzás | Magyar sugárzás |
| Évad | Évad | Epizódok | Évadpremier       | Évadfinálé          | Évadpremier     | Évadfinálé      |
| ---- | ---- | -------- | ----------------- | ------------------- | --------------- | --------------- |
|      | 1    | 12       | 2017. április 7.  | 2017. június 23.    | TBA             | TBA             |
|      | 2    | 25       | 2018. október 27. | 2018. augusztus 13. | TBA             | TBA             |
|      | 3    | 20       | 2018. október 8.  | 2019. július 26.    | TBA             | TBA             |

## 1. évad
| #   | #   | Eredeti cím            | Magyar cím | Rendezte         | Írta                        | Eredeti premier   | Magyar premier |
| --- | --- | ---------------------- | ---------- | ---------------- | --------------------------- | ----------------- | -------------- |
| 1.  | 1.  | Tomorrow Starts Today  |            | Paul Hoen        | Terri Minsky                | 2017. április 7.  |                |
| 2.  | 2.  | Tomorrow Starts Today  |            | Paul Hoen        | Terri Minsky                | 2017. április 7.  |                |
| 3.  | 3.  | Shhh!                  |            | David Warren     | Erin Dunlap                 | 2017. április 14. |                |
| 4.  | 4.  | Dancing in the Dark    |            | Paul Hoen        | Phil Baker                  | 2017. április 21. |                |
| 5.  | 5.  | It's Not About You     |            | Joe Menendez     | Rayna McClendon             | 2017. április 28. |                |
| 6.  | 6.  | She Said, She Said     |            | Paul Hoen        | Suzanne Weber               | 2017. május 5.    |                |
| 7.  | 7.  | Dad Influence          |            | Jerry O'Connell  | Elena Song                  | 2017. május 12.   |                |
| 8.  | 8.  | Terms of Embarrassment |            | Adam Weissman    | Sam Wolfson                 | 2017. május 19.   |                |
| 9.  | 9.  | She's Turning into You |            | Michael Grossman | Erin Dunlap                 | 2017. június 2.   |                |
| 10. | 10. | Home Away from Home    |            | Eyal Gordin      | Phil Baker                  | 2017. június 9.   |                |
| 11. | 11. | Were We Ever?          |            | Paul Hoen        | Sam Wolfson                 | 2017. június 16.  |                |
| 12. | 12. | Best Surprise Ever     |            | Vanessa Parise   | Elena Song és Suzanne Weber | 2017. június 23.  |                |

## 2. évad
| #   | #   | Eredeti cím                    | Magyar cím | Rendezte                   | Írta                        | Eredeti premier     | Magyar premier |
| --- | --- | ------------------------------ | ---------- | -------------------------- | --------------------------- | ------------------- | -------------- |
| 13. | 1.  | Hey, Who Wants Pizza?          |            | Eyal Gordin                | Terri Minsky                | 2017. október 27.   |                |
| 14. | 2.  | Chinese New Year               |            | Eyal Gordin                | Elena Song                  | 2017. november 3.   |                |
| 15. | 3.  | Friends Like These             |            | Adam Weissman              | Phil Baker                  | 2017. november 10.  |                |
| 16. | 4.  | Mama                           |            | Eyal Gordin                | Terri Minsky                | 2017. november 17.  |                |
| 17. | 5.  | The Snorpion                   |            | Eyal Gordin                | Erin Dunlap                 | 2017. november 24.  |                |
| 18. | 6.  | I Wanna Hold Your Wristband    |            | Joe Menendez               | Sam Wolfson                 | 2017. december 1.   |                |
| 19. | 7.  | Head Over Heels                |            | Joe Menendez               | Erin Dunlap                 | 2018. január 15.    |                |
| 20. | 8.  | There's a Mack in the Shack    |            | Paul Hoen                  | Elena Song                  | 2018. január 19.    |                |
| 21. | 9.  | You're the One That I Want     |            | Paul Hoen                  | Phil Baker                  | 2018. január 26.    |                |
| 22. | 10. | A Good Hair Day                |            | Paul Hoen és Adam Weissman | Suzanne Weber               | 2018. február 2.    |                |
| 23. | 11. | Miniature Gulf                 |            | Paul Hoen                  | Suzanne Weber               | 2018. február 9.    |                |
| 24. | 12. | We Were Never                  |            | Michelle Manning           | Sam Wolfson                 | 2018. február 16.   |                |
| 25. | 13. | Cyrus' Bash-Mitzvah!           |            | Paul Hoen                  | Terri Minsky                | 2018. február 23.   |                |
| 26. | 14. | Better to Have Wuvved and Wost |            | Kenny Ortega               | Jason Dorris                | 2018. június 4.     |                |
| 27. | 15. | Perfect Day 2.0                |            | Paul Hoen                  | Erin Dunlap                 | 2018. június 11.    |                |
| 28. | 16. | Truth or Truth                 |            | Joe Menendez               | Suzanne Weber               | 2018. június 18.    |                |
| 29. | 17. | A Walker to Remember           |            | Joe Menendez               | Elena Song                  | 2018. június 25.    |                |
| 30. | 18. | Crime Scene: Andi Shack!       |            | Charles Minsky             | Phil Baker                  | 2018. július 2.     |                |
| 31. | 19. | Andi's Choice                  |            | Paul Hoen                  | Sam Wolfson                 | 2018. július 9.     |                |
| 32. | 20. | For the Last Time              |            | Michelle Manning           | Jonathan S. Hurwitz         | 2018. július 16.    |                |
| 33. | 21. | Buffy in a Bottle              |            | Paul Hoen                  | Erin Dunlap                 | 2018. július 23.    |                |
| 34. | 22. | Keep a Lid on It               |            | Joe Menendez               | Joanne Lee                  | 2018. július 30.    |                |
| 35. | 23. | Bought, Lost or Stolen         |            | Paul Hoen                  | Phil Baker és Sam Wolfson   | 2018. augusztus 6.  |                |
| 36. | 24. | We're on Cloud Ten             |            | David Kendall              | Elena Song és Suzanne Weber | 2018. augusztus 10. |                |
| 37. | 25. | The Cake That Takes the Cake   |            | Paul Hoen                  | Terri Minsky                | 2018. augusztus 13. |                |

## 3. évad
| #   | #   | Eredeti cím                  | Magyar cím | Rendezte            | Írta                         | Eredeti premier    | Magyar premier |
| --- | --- | ---------------------------- | ---------- | ------------------- | ---------------------------- | ------------------ | -------------- |
| 38. | 1.  | The Boys Are Back            |            | Michelle Manning    | Terri Minsky                 | 2018. október 8.   |                |
| 39. | 2.  | Howling at the Moon Festival |            | Paul Hoen           | Elena Song                   | 2018. október 15.  |                |
| 40. | 3.  | It's a Dilemma               |            | Paul Hoen           | Erin Dunlap                  | 2018. október 22.  |                |
| 41. | 4.  | Hole in the Wall             |            | Erin Dunlap         | Sam Wolfson                  | 2018. november 2.  |                |
| 42. | 5.  | That Syncing Feeling         |            | Paul Hoen           | Suzanne Weber                | 2018. november 9.  |                |
| 43. | 6.  | Cookie Monster               |            | Paul Hoen           | Phil Baker                   | 2018. november 16. |                |
| 44. | 7.  | The New Girls                |            | Michelle Manning    | Elena Song és Suzanne Weber  | 2018. november 30. |                |
| 45. | 8.  | I Got Your Number            |            | Joe Menendez        | Sam Wolfson                  | 2019. január 18.   |                |
| 46. | 9.  | Secret Society               |            | Paul Hoen           | Phil Baker                   | 2019. január 25.   |                |
| 47. | 10. | The Quacks                   |            | Aprill Winney       | Erin Dunlap                  | 2019. február 1.   |                |
| 48. | 11. | One in a Minyan              |            | Michelle Manning    | Jonathan Hurwitz             | 2019. február 8.   |                |
| 49. | 12. | The Ex Factor                |            | Paul Hoen           | Erin Dunlap                  | 2019. február 22.  |                |
| 50. | 13. | Mount Rushmore or Less       |            | Paul Hoen           | Suzanne Weber                | 2019. március 1.   |                |
| 51. | 14. | Hammer Time                  |            | Paul Hoen           | Jason Dorris                 | 2019. június 21.   |                |
| 52. | 15. | Unloading Zone               |            | Brent Geisler       | Phil Baker                   | 2019. június 21.   |                |
| 53. | 16. | One Girl's Trash             |            | Paul Hoen           | Elena Song                   | 2019. június 28.   |                |
| 54. | 17. | Arts and Inhumanities        |            | Leslie Kolins Small | Sam Wolfson                  | 2019. július 5.    |                |
| 55. | 18. | Something to Talk A-Boot     |            | Paul Hoen           | Erin Dunlap és Elena Song    | 2019. július 12.   |                |
| 56. | 19. | A Moving Day                 |            | Michelle Manning    | Suzanne Weber és Sam Wolfson | 2019. július 19.   |                |
| 57. | 20. | We Were Here                 |            | Paul Hoen           | Terri Minsky                 | 2019. július 26.   |                |